# Урало-Кавказ
Урало-Кавказ — селище в Україні, у Сорокинській міській громаді Довжанського району Луганської області. З 2014 року є окупованим. Населення - 6 000 меш. (1970), 3171 меш. (2001).
Видобуток вугілля. Урало-Кавказ заснований у 1914 з початком будівництва вугільної шахти Урало-Кавказьким акціонерним товариством. Цим і пояснюється назва селища.

## Географічне розташування
На схід від селища пролягає кордон між Україною і  Росією. Сусідні населені пункти: міста Сорокине на заході, Суходільськ на північному заході, села Дружне на північному північному заході, Малий Суходіл і Біленьке на північному сході, селище Ізварине і село Власівка на південному сході, селища Західний і Поріччя на півдні.

## Історія
У 1913 році видатним геологом, професором М. О. Родигіним і контрольним десятником Є. І. Нестеренком на місці нинішнього селища Урало-Кавказ проведена ретельна розвідка вугільних пластів. Того ж року ділянка вугільного поля продана Урало-Кавказькому акціонерному товариству з розробки корисних копалин. Цим товариством керував промисловець Лілі з Лондона, його членами були російський капіталіст Ю. М. Тищенко і професор М. О. Родигін.
У 1914 році на шахті «Урало-Кавказ» видобуті перші тонни вугілля. Денна заробітна плата вибійника становила 1 крб. 20 коп.; коногона, лампоноса — від 50 коп. до 1 крб.; робітники на поверхні, на навантажуванні вугілля, відгрібанні породи одержували по 30 копійок.
Із будівництвом шахти і збільшенням кількості працівників, з'явилася потреба в житлі. У 1914 році десятник із будівництва А. В. Бабичев заклав перші будинки майбутнього селища, а до 1917 року їх уже налічувалося 20 із загальною житловою площею 212 м². Проте основна кількість гірників тіснилася в гуртожитках і землянках або жили на квартирах козачих хуторів, які були розташовані поблизу.
У селищі не було ні водогону, ні каналізації. Не було й школи. До найближчої церковно-приходської школи та двокласного училища з п'ятирічним терміном навчання, де могли навчатися діти гірників, треба було добиратися на хутір Сорокине, що за 10 км від селища. Більшість дітей гірників, особливо підлітків, ніде не навчалися. З юних років працювали на шахті — вибирали породу, змащували гірничі вагонетки.
Не було в селищі ні магазинів, ні базару. За продуктами першої необхідності доводилося ходити до гундорівської приватної крамниці, яка була розміщена в одному з гуртожитків.
У березні 1918 року для боротьби з австро-німецькими військами створений червоногвардійський загін з 35 осіб, який згодом увійшов до 5-ї Української армії під командуванням К. Є. Ворошилова.
На фронти Другої Світової війни пішло 385 мешканців селища, з них загинуло 125 осіб. Нагороджені орденами та медалями 333 воїни.
У вересні 1942 року за відмову працювати на окупантів страчені 32 шахтарі, серед яких були й гірники Урало-Кавказа П. О. Зимін та І. В. Шевцов.
12 червня 2020 року, відповідно до Розпорядження Кабінету Міністрів України № 717-р «Про визначення адміністративних центрів та затвердження територій територіальних громад Луганської області», увійшло до складу Сорокинської міської громади.
17 липня 2020 року, в результаті адміністративно-територіальної реформи та ліквідації  Сорокинського району, увійшло до складу новоутвореного Довжанського району.

## Російсько-українська війна 2014 року
23 серпня 2014 року увечері після десантування українські військові потрапили під обстріл бойовиків — в цей район негайно виїхало 4 групи «швидкого реагування» терористів. Від Чорного озера поблизу Суходільська провів обстріл «Град» бойовиків по передбаченому квадрату висадки українського десанту, від виправно-трудової колонії № 36 «Суходільська» — обстріл з гаубиць.

## Населення
За даними перепису 2001 року населення смт становило 3171 особу, з них 7,35% зазначили рідною мову українську, 92,31% — російську, а 0,34% — іншу.

## Інфраструктура
На території селищної ради розміщені та працюють два дошкільних заклади, школа, амбулаторія, дві бібліотеки.

## Пам'ятники та меморіали
У селищі встановлені обеліск на братській могилі радянських воїнів-визволителів і стела на пам'ять про воїнів-земляків, що загинули в боях.
У 2011 році відкриті дві меморіальні дошки: перша — на честь П. О. Зиміна, друга — на честь Героя Соціалістичної Праці М. Г. Іващенка.